# Ronald Jones II
Pour les articles homonymes, voir Jones.
(en) Statistiques sur pro-football-reference
Ronald Jones II, né le 3 août 1997 à Fort Stewart, Géorgie, est un joueur américain de football américain. Il joue running back en National Football League (NFL).